# Plavecký bazén Klatovy
Plavecký areál v Klatovech zahrnuje venkovní městské lázně z období první republiky a moderní krytý bazén s wellness centrem. Areál prošel během své existence několika zásadními rekonstrukcemi a rozšířeními, takže původní říční lázně se změnily v současný akvapark.

## Venkovní areál – Městské lázně

### Počátky
Vznik venkovního plaveckého areálu v Klatovech se datuje do období první československé republiky. Rozhodnutí o stavbě městských lázní přijalo městské zastupitelstvo 12. července 1928, a to k oslavě desátého výročí založení samostatné Československé republiky. Pro zřízení lázní město vykoupilo 615 metrů dlouhý pruh louky při pravém břehu řeky Úhlavy mezi Červeným a Bílým mlýnem. Slavnostní otevření se uskutečnilo 15. července 1929, kdy byly oficiálně zprovozněny říční lázně vybavené kabinami, dřevěnou restaurací, půjčovnou loděk, dvěma bazény na voru na řece, skokanskou věží, skákadly, skluzavkou a houpačkami. V prvním roce provozu 1929 navštívilo lázně 11 192 lidí, v následujícím roce již 15 261 osob.
S ohledem na opakující se záplavy areálu při povodních bylo ve třicátých letech přikročeno k rozsáhlé regulaci Úhlavy v prostoru lázní, prakticky do dnešní podoby. Tok řeky byl upraven tak, že původní koryto tvořilo jen náhon k Bílému mlýnu a kamenný jez před mlýnem byl zrušen. Na hlavním novém korytě byl postaven zdvihací železný jez, jímž bylo možno při povodních hlavního toku regulovat průtok změnou výše hladiny.

### Současný stav
Letní koupaliště v současnosti provozuje tři bazény - dětský bazén, bazén pro výuku plavání a plavecký bazén. Areál nabízí celou řadu aktivit včetně hřišť na plážový volejbal, streetball, stolní tenis, badminton a tenisový kurt. Sezóna probíhá od června do září s provozní dobou přizpůsobenou počasí.
V září 2024 začala rozsáhlá rekonstrukce venkovního padesátimetrového bazénu s hloubkou dva metry. Modernizace za více než 50 milionů korun zahrnuje kompletní výměnu vnitřku bazénu, novou technologii na úpravu a rozvody vody pro všechny venkovní bazény. V rámci opravy došlo k odstranění stávající technologie, odbourání horní části stěn, přebetonování dna bazénu a položení nové folie. Dále byly instalovány nové rozvody technologie, kladeny nové betonové chodníky, schody a opěrná zídka. Modernizovaný bazén byl otevřen v červnu 2025 s proměnnou hloubkou od 1,6 do 1,8 metru s možností pozvolného vstupu po schodech.

## Krytý plavecký areál
Krytý bazén v Klatovech byl otevřen v roce 1991, po téměř čtvrt století, kdy obyvatelé okresního města museli pro plavání dojíždět do 30 km vzdáleného krytého bazénu v Domažlicích. Původní areál zahrnoval plavecký bazén o rozměrech 25×12,5 metru a dětský bazén 9×6 metrů. Již od počátku byla součástí areálu posilovna a malý prvek wellness v podobě parní sauny a ledového bazénku přímo u sprch.
Nejrozsáhlejší modernizace krytého areálu proběhla v letech 2013–2014. Práce na přístavbě začaly v srpnu 2013 a postupovaly podle harmonogramu. Modernizace přišla na 56 až 70 milionů korun, přičemž zhruba polovina částky šla na nové technologie. Wellness část byla vybudována v jižní části současné budovy, kde by stejně vyžadovala opravu. Slavnostní otevření přístavby se uskutečnilo 25. září 2014 v 15:00 hodin s ostrým provozem od následujícího dne.
Nová zážitková část nabízí relaxační bazén s toboganem dlouhým 69 metrů se třemi zatáčkami, zážitkové jeskyně, divokou řeku, protiproud, perličková lůžka, vířivku a chrliče. Tobogán má přístup pouze pro osoby od věku 8 let a při minimální výšce postavy 140 cm. Saunové centrum poskytuje parní kabinu, infrakabinu, finskou saunu, zážitkové sprchy a odpočívárnu.
V letech 2019 a 2020 došlo k opravě vstupní haly, šaten a hygienických zařízení. První etapa v roce 2019 zahrnovala ženskou část šaten, umýváren a hygienických zařízení. Druhá a třetí etapa v roce 2020 realizovala výměnu obkladů a dlažeb, zařizovacích předmětů, stropních podhledů včetně svítidel v mužských šatnách, umývárnách, hygienických zařízeních, vstupní hale a bufetu. Součástí akce byla dodávka nových šatních skříněk, převlékacích kabin, prosklené stěny zádveří, nové recepce a informačního systému. Kompletně byly vyměněny rozvody ZTI, elektroinstalace a VZT.
Krytý plavecký areál nabízí plavecký bazén o rozměrech 25×12,5 metru pro rekreační a kondiční plavání, organizované plavání škol a plavecké kurzy. Dětský bazén má rozměry 9×6 metrů. Provoz zajišťují Technické služby města Klatovy, příspěvková organizace. Součástí služeb je výuka plavání pro základní a mateřské školy zajišťovaná plaveckou školou TSMK.